# James Murdoch Austin
Pour les articles homonymes, voir Austin.
James Murdoch Austin (25 mai 1915 - 26 novembre 2000) est un météorologue néo-zélandais, naturalisé américain. Il s'est fait remarquer par sa modélisation pionnière de la météorologie de la pollution de l'air, en particulier celle des particules des panaches des cheminés. Il est connu en tant que directeur de thèse doctorale du pionnier de la théorie du chaos et de la prévision numérique du temps, Edward Norton Lorenz.

## Biographie

### Éducation
Austin est né à Dunedin, en Nouvelle-Zélande,. Il a obtenu son baccalauréat ès sciences de l'Université d'Otago en 1935, sa maîtrise ès sciences en mathématiques de l'Université de Nouvelle-Zélande en 1936 et un doctorat en météorologie du Massachusetts Institute of Technology (MIT) en 1941,. Pour ce dernier diplôme,  il avait Sverre Petterssen comme directeur de sa thèse intitulée « Fronts and Frontogenesis in Relation to Voticity » (Front et frontogénèse en relation avec le tourbillon potentiel),. Il est devenu citoyen américain naturalisé en 1946.

### Carrière
Austin a été professeur de météorologie au MIT de 1941 à 1983,. Il a également été le premier directeur de la session d'été du MIT, occupant ce poste de 1956 à 1983.
En tant que prévisionniste pendant la Seconde Guerre mondiale, il a été consultant auprès du service météorologique de l'US Army Air Force en Europe. Son travail de prévision a été un facteur dans les décisions sur le bombardement final de Cherbourg, en France et pour la prévision des conditions météorologiques lors du débarquement de Normandie pour les troupes aéroportées, ainsi que le mouvement des stations météorologiques mobiles à travers le nord de la France,. En 1946, le président Harry S. Truman lui a décerné la Médaille présidentielle de la Liberté pour son service civil en temps de guerre.
Il a été consultant pour les principales compagnies d'électricité dans les premiers efforts du pays pour contrôler la pollution des centrales thermiques de production d'énergie. Il a également introduit la météorologie à la télévision dans les foyers de l'Est du Massachusetts : le 9 juin 1948, il lance le premier bulletin météo en direct au poste WBZ-TV de Boston,.

### Vie personnelle
Austin a été marié pendant 59 ans à la météorologue Pauline Morrow Austin qui a dirigé pendant des années le programme des radars météorologiques du MIT. Ils ont eu deux filles. James M. Austin est décédé à Concord, Massachusetts le 26 novembre 2000, à l'âge de 85 ans,.

## Notoriété
Austin a été élu membre Fellow de l'Académie américaine des arts et des sciences en 1955. Il a été secrétaire de l'American Meteorological Society.